# Donato Bramante

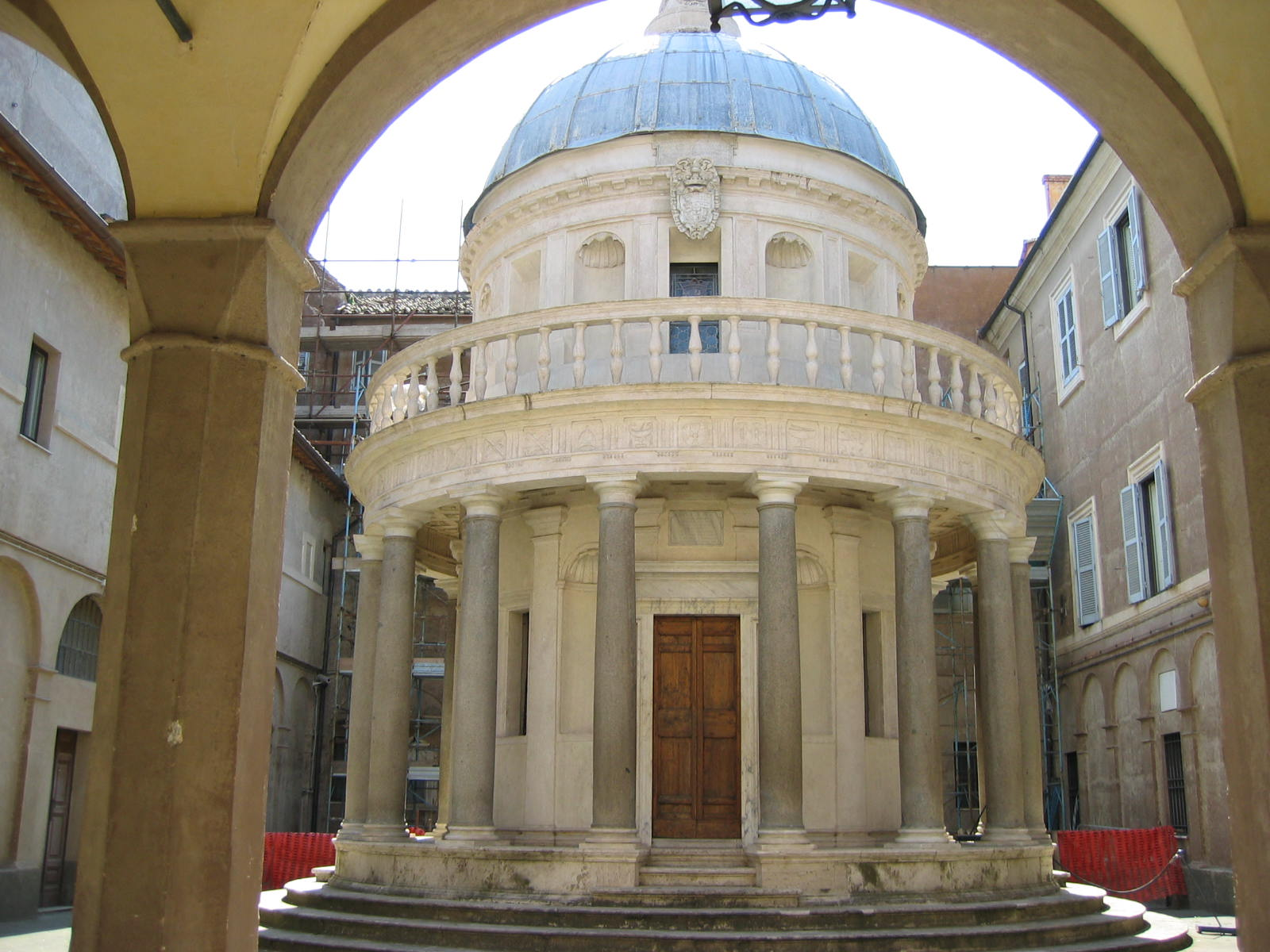
Tempietto.

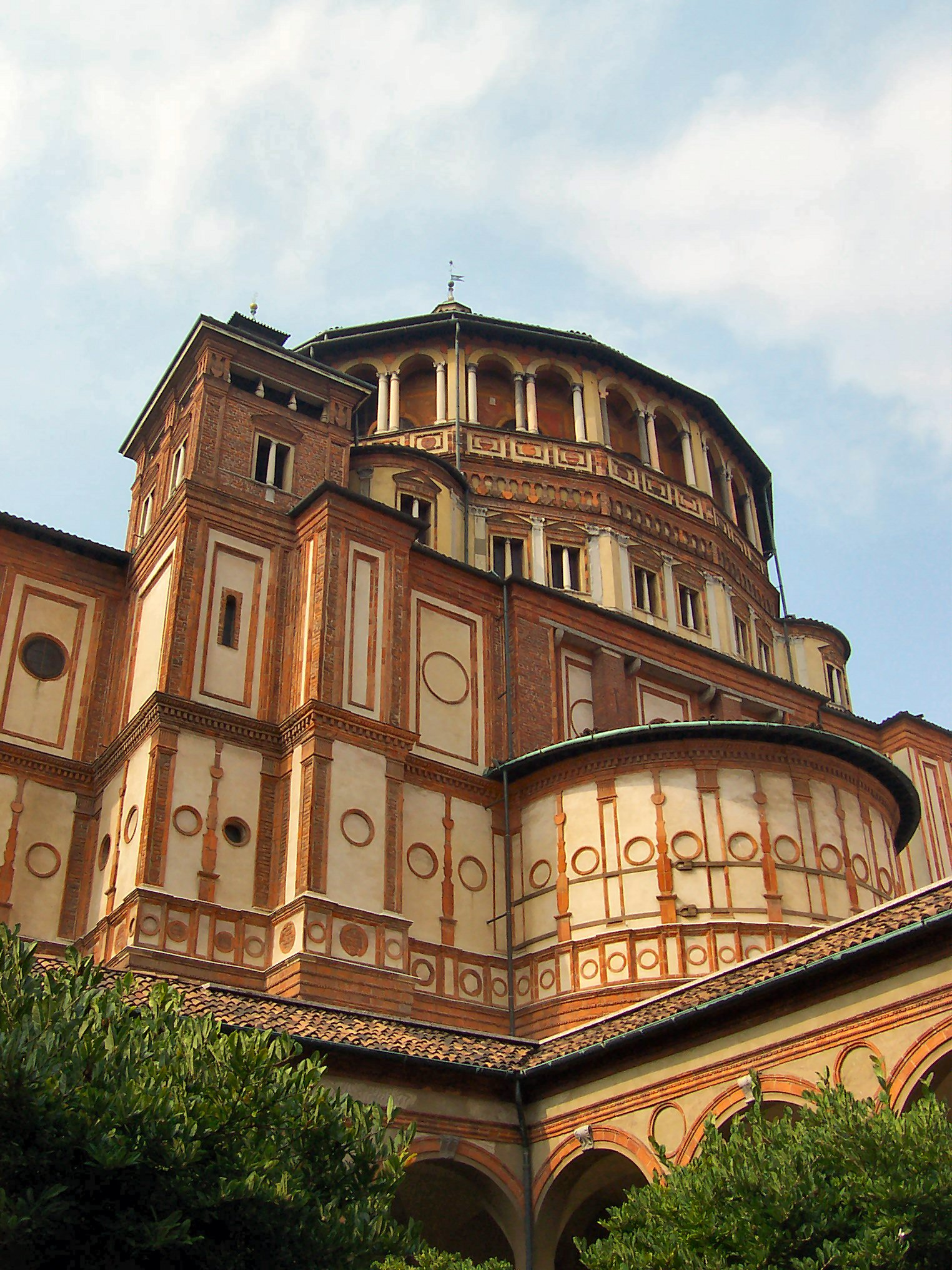
Kyrkan Santa Maria delle Grazie, Milano, korpartiet.

Donato Bramante, född 1444 i Urbino, Italien, död 11 april 1514 i Rom, var en italiensk arkitekt under ung- och högrenässansen.

## Biografi
Bramante var tillsammans med Michelangelo och Rafael den romerska högrenässansens främsta exponent. Under påve Julius II skapade dessa tre konstnärer en rad konstverk och byggnader. Mest känd är Bramante för sitt fulländade lilla rundtempel, benämnt Tempietto, vilket är beläget på klostergården till kyrkan San Pietro in Montorio på kullen Janiculum i Rom. Det uppfördes cirka 1502 på den då förmodade platsen för aposteln Petrus korsfästelse. Byggnaden består av ett podium och ett kupoltäckt rum, vilket omges av sexton toskanska kolonner.
Klostergården (1503) till kyrkan Santa Maria della Pace var Bramantes första mästerverk i Rom. Dess proportioner är harmoniska: arkader med murpelare och framförställda pilastrar bär upp en lättare övervåning med omväxlande pelare och kolonnetter och ett rakt bjälklag.
Santa Maria delle Grazie i Milano är en gotisk kyrka, vars östparti lades till av Bramante år 1490. Han ändrade helt kyrkans karaktär med en rymlig korsmitt täckt av en stor kupol och runda fönster genom vilka ljuset flödar in. Rymligheten och enhetligheten förstärktes genom att korabsiden och tvärskeppsarmarna fick samma graciöst böjda linjer.
Bramante var den arkitekt som av Julius II fick i uppdrag att projektera och påbörja Peterskyrkan 1506.
Hans medhjälpare Bartolommeo Suardi tog sitt konstnärsnamn Bramantino efter hans efternamn.

## Eftermäle
Donato Bramante har fått en krater uppkallad efter sig på planeten Merkurius, Bramantekratern. Även asteroiden 12147 Bramante är uppkallad efter honom.